# Ночной патруль (фильм, 1984)
«Ночной патруль» (англ. Night Patrol) — американская эксцентричная кинокомедия о тайной жизни полиции.

## Сюжет
Полицейский мотоциклист Мелвин Уайт, в качестве наказания за безалаберность переведённый на патрулирование Лос-Анджелеса в ночную смену, в свободное от работы время предаётся тайному увлечению комедией: надев на голову бумажный мешок, он выступает перед публикой как «Неизвестный Комик». Балансируя между двумя ипостасями — блюстителя закона и шута — он не может решить, кем же хочет быть на самом деле…

## В ролях
- Мюррей Лангстон — Мелвин Уайт
- Линда Блэр — офицер Сью Перман
- Пэт Полсен — офицер Кент Лэйн
- Джэй П. Морган — Кейт Паркер
- Джек Райли — доктор Циглер
- Билли Барти — капитан Льюис